# Reino Ieque
O Reino Ieque (Yeke) foi um reino dos garanganzes, na atual República Democrática do Congo.